# Маркиз де Кастромонте
Маркиз де Кастромонте — испанский дворянский титул. Он был создан 12 июля 1663 года королем Испании Филиппом IV для Луиса Франсиско де Баэсы Манрике де Лары, сына Алонсо де Баэсы Манрикен де Лары, 4-го сеньора де Эстепар, сеньора де Эскамилья, и Менсии де Лары.
3 марта 1698 года король Испании Карл II пожаловал титул гранда Испании Хуану де Баэсе Манрике де Ларе и Мендосе, 2-му маркизу де Кастромонте.
Название маркизата происходит от названия муниципалитета Кастромонте, провинция Вальядолид, автономное сообщество Кастилия и Леон.

## Маркизы де Кастромонте
|                                             | Титул                                                      | Период                                      |
| Креация создана королем Испании Филиппом IV | Креация создана королем Испании Филиппом IV                | Креация создана королем Испании Филиппом IV |
| ------------------------------------------- | ---------------------------------------------------------- | ------------------------------------------- |
| I                                           | Луис Франсиско де Баэса Манрике де Лара                    | 1663 — 1673                                 |
| II                                          | Хуан де Баэса Манрике де Лара и Мендоса                    | ? — 1706                                    |
| III                                         | Луис Игнасио де Баэса и Мендоса                            | 1706-1706                                   |
| IV                                          | Хуан Алонсо де Баэса Висентельо и Манрике                  | 1706-1706                                   |
| V                                           | Фернандо де Баэса Висентельо и Манрике                     | ? — ?                                       |
| VI                                          | Хосе де Баэса Висентельо и Манрике                         | ? — 1770                                    |
| VII                                         | Хоакин Лоренсо Понсе де Леон и Баэса                       | 1770-1807                                   |
| VIII                                        | Антонио Мария Понсе де Леон Давила и Каррильо де Альборнос | 1807-1826                                   |
| IX                                          | Мария дель Кармен Понсе де Леон и Карвахаль                | 1826 — ?                                    |
| X                                           | Висенте Пио Осорио де Москосо и Понсе де Леон              | ? — 1864                                    |
| XI                                          | Мария Розалия Луиса Осорио де Москосо и Карвахаль          | 1864 — 1918                                 |
| XII                                         | Висенте Пио Руис де Арана и Осорио де Москосо              | 1918 — 1946                                 |
| XIII                                        | Хосе Хавьер Руис де Арана и Фонтагуд                       | 1946 — 1972                                 |
| XIV                                         | Хосе Мария Руис де Арана и Монтальво                       | 1972 — 2004                                 |
| XV                                          | Инес Руис де Арана и Мароне                                | 2006 — н.в.                                 |

## История маркизов де Кастромонте
- Луис Франсиско де Баэса Манрике де Лара (? — 1673), 1-й маркиз де Кастромонте, 5-й сеньор де Эстепар, сеньор де Эскамилья, де Баэса и де Вильянуэва-де-Овиерна. Сын Алонсо де Баэса, 4-го сеньора де Эстепар, Франдовинес и Эскамилья, и Менсии де Лары.
  - Супруга — Анхелина Эстрата и Мендоса, дочь Хосе Эстраты, 1-го маркиза де Робледо-де-Чавела. Их брак был бездетным. Ему наследовал его брат:

- Хуан де Баэса Манрике де Лара и Мендоса, 6-й сеньор де Эстепар (? — 30 марта 1706), 2-й маркиз де Кастромонте.
  - Супруга — Инес Портокарреро и Мендоса, дочь Луиса Андреса Фернандеса Портокарреро, 1-го маркиза де Альменара. Первый брак был бездетным.
  - Супруга — Луиза Мария Каррильо Портокарреро де Толедо Арагон и Кордова, 7-го маркиза де Ла-Гуардия. Второй брак также был бездетным. Ему наследовал его племянник:

- Луис Игнасио де Баэса и Мендоса (1662—1706), 3-й маркиз де Кастромонте. Сын Алонсо де Баэсы и Манрике де Лары и Анхелы Страты и Мендосы.
  - Супруга — Тереза Висентельо и Сильва, дочь Хуана Антонио Висентельо де Лека и Сильва, 3-го графа де Кастильяна. Ему наследовал их старший сын:

- Хуан Алонсо де Баэа Висентельо и Манрике (? — ?), 4-й маркиз де Кастромонте. Холост и бездетен. Ему наследовал его младший брат:

- Фернандо де Баэса Висентельо и Манрике (? — ?), 5-й маркиз де Кастромонте. Холост и бездетен. Ему наследовал его младший брат:

- Хосе де Баэса Висентельо и Манрике (? — 1770), 6-й маркиз де Кастромонте. Бездетен, ему наследовал его племянник:

- Хоакин Лоренсо Понсе де Леон и Баэса (21 августа 1731 — 7 апреля 1807), 7-й маркиз де Кастромонте, маркиз дель Агила, маркиз де Монтемайор, 4-й граф де Гарсиэс. Сын Мигеля Хероними Понсе де Леона и Месия (1696—1767), 3-го графа де Гарсиэс, виконта де Санто-Томе, м Анхелы Дионисии де Баэса и Висентель (1703—1766), внук 3-го маркиза де Кастромонте.
  - Супруга — Мария Хосефа Давила и Каррильо де Альборнос (1707—1790), 3-я герцогиня де Монтемар, 4-я графиня де Валермосо, дочь Хосе Лоренсо Давилы, 3-го графа де Валермосо, и Марии Магдалены Каррильо де Альбронос и Антик, 2-й герцогини де Монтемар.
  - Супруга — Мария Мерседес Бельбис де Монкада, дочь Паскуаля Бенито Бельбиса де Монкады и Ибаньеса, 2-го маркиза де Бельгида, 13-го маркиза де Мондехар, и Флоренсии писарро де Арагон Пикколомини и Варгас Карвахаль, 8-й маркизы де Адехе, маркизы де Орельяна-ла-Вьеха, 3-го маркиза де Сан-Хуан-де-Пьедрас-Альбас, графини де Ла-Гомера. Ему наследовал его сын от первого брака:

- Антонио Мария Понсе де Леон Давила и Каррильо де Альбронос (31 октября 1757 — 8 мая 1826), 8-й маркиз де Кастромонте, 4-й герцог  Монтемар, 5-й граф де Валермосо и граф де Гарсиэс.
  - Супруга — Мария Луиза де Карвахаль и Гонзага (1759—1843), дочь Мануэля Бернардино де Карвахаля и Суньиги, 6-го герцога де Абрантес, 5-го герцога де Линарес, 5-го маркиза де Пуэрто-Сегуро, 5-го маркиза де Сардоаль, 12-го маркиза де Агилафуэнте, маркиза де Наваморкуэнде, 6-го маркиза де Вальдефуэнтес, 15-го графа де Агилар-де-Инестрильяс, 10-го графа де Вильяльба, графа де ла Мехорада, 4-го графа де ла Квинат-де-ла-Энхарада. Ему наследовала их дочь:

- Мария дель Кармен Понсе де Леон и Карвахаль (29 мая 1780—1813), 9-я маркиза де Кастромонте, 5-я герцогиня де Монтемар, 9-я графиня де Гарсиэс.
  - Супруг — Висенте Изабель Осорио де Москосо и Альварес де Толедо (1778—1837), 10-й герцог де Санлукар-ла-Майор, 7-й герцог де Атриско, 8-й герцог де Медина-де-лас-Торрес, 15-й герцог де Сесса, 13-й герцог де Сома, 12-й герцог де Баэна, 16-й герцог де Македа, 16-й маркиза де Асторга. Ей наследовал их сын:

- Висенте Пио Осорио де Москосо и Понсе де Леон (22 июля 1801 — 22 февраля 1864), 10-й маркиз де Кастромонте, 6-й герцог Монтемар, 11-й герцог Санлукар-ла-Майор, 8-й герцог Атриско, 9-й герцог Медина-де-лас-Торрес, 16-й герцог Сесса, 14-й герцог де Сома, 13-й герцог Баэна, 17-й герцог Македа, 17-й маркиз Асторга, 9-й маркиз де Леганес, 10-й граф де Гарсиэс.
  - Супруга — Мария Луиза де Карвахаль-Варгас и Керальт (1804—1843), дочь Хосе Мигеля де Карвахаля-Варгаса и Манрике де Лары, 2-го герцога де Сан-Карлос, 6-го графа де Кастильехо, 9-го графа дель Пуэрто. Ему наследовала их дочь:

- Мария Розалия Луиза Осорио де Москосо и Карвахаль (19 марта 1840 — 19 ноября 1918), 11-я маркиза де Кастромонте, 14-я герцогиня де Баэна, графиня де Ньева.
  - Супруг — Хосе Мария Руис де Арана и Сааведра (1826—1891), 8-й граф де Севилья-ла-Нуэва, виконт де Мамблас. Ей наследовал их сын:

- Висенте Пио Руис де Арана и Осорио де Москосо (6 июля 1864 — 18 января 1946), 12-й маркиз де Кастромонте, 21-й граф Прьего, 12-й граф де Лодоса.
  - Супруга — Елена де Фонтагуд и Агилера (1868 — ?). Ему наследовал их сын:

- Хосе Хавьер Руис де Арана и Фонтагуд (15 апреля 1898 — 14 апреля 1972), 13-й маркиз де Кастромонте, 4-й маркиз де Бренес.
  - Супруга — Кармен Монтальво и Оровио, дочь Хосе де Хусуса Монтальво и де ла Кантеры, 6-го графа де Каса-Монтальво. Ему наследовал их сын:

- Хосе Мария Руис де Арана и Монтальво (27 апреля 1933 — 30 апреля 2004), 14-й маркиз де Кастромонте, 17-й герцог де Баэна, 17-й герцог Санлукар-ла-Майор, 15-й маркиз де Вильяманрике, 5-й маркиз де Бренес, 11-й граф де Севилья-ла-Нуэва, 5-й виконт де Мамблас.
  - Супруга — Мария Тереза Мароне Чинзано (род. 1945), дочь Энрике Мароне Чинзано (1895—1968) и инфанты Марии Кристины де Бурбон и Баттенберг (1911—1996), дочери короля Испании Альфонсо XIII. Ему наследовала их дочь:

- Инес Руис де Арана и Мароне (род. 27 декабря 1973), 15-я маркиза де Кастромонте, 6-я маркиза де Бренес.